# Rebecca Mahnkopf
Rebecca Mahnkopf (* 9. April 1979 in Bückeburg) ist eine deutsche Journalistin, Drehbuchautorin und Medienphilosophin. Sie ist auf gesellschaftspolitische Stoffe spezialisiert, die häufig reale politische und soziale Konflikte in fiktionale Formate übersetzen. In ihren Drehbüchern behandelt sie unter anderem Themen wie Wahlmanipulation durch ausländische Geheimdienste, sexuelle Gewalt in kirchlichen Institutionen, soziale Ungleichheit und Wohnungsnot. Zu ihren bekanntesten Arbeiten gehören Folgen der ARD-Reihe Die Diplomatin, der ZDF-Serie Jenseits der Spree, sowie der Entwicklung der ZDF-Reihe Amsterdam-Krimi. Mahnkopf war zuvor elf Jahre für SPIEGEL TV und SPIEGEL Online tätig und ist seit 2025 Vorstandsmitglied des Deutschen Drehbuchverbands (DDV).

## Leben
Rebecca Mahnkopf wuchs im niedersächsischen Fürstentum Schaumburg-Lippe auf. Nach einer erfolgreichen Karriere als Tellerwäscherin ging es nach Hamburg und Berlin, wo sie eigentlich nur kurz ein Praktikum bei SPIEGEL TV machen wollte. Stattdessen blieb sie 11 Jahre dort, studierte nebenbei Politikwissenschaft, Volkswirtschaftslehre und Nordamerikastudien an der Freien Universität Berlin. Seit 2005 in Ludwigsburg, Drehbuch-Studium an der Filmakademie Baden-Württemberg mit Schwerpunkt Serie. Dank Unterricht bei Dozenten wie Stefan Dähnert, Christoph Fromm, Jan Kromschröder, Joachim Kosack und anderen war die schwäbische Enge schnell vergessen. 2009 ergatterte sie ein Stipendium der Landesstiftung Baden-Württemberg und nahm am Hollywood-Workshop der University of California, Los Angeles (UCLA) teil.

## Karriere

### Journalismus
Mahnkopf arbeitete von 2001 bis 2009 als Redakteurin, Reporterin und Formatentwicklerin bei SPIEGEL TV und SPIEGEL Online. Sie berichtete aus dem Deutschen Bundestag, über internationale Politik – darunter den Nahostkonflikt – sowie über gesellschaftliche Brennpunkte. Als Mitglied des Gründungsteams des von dctp und SPIEGEL TV gestarteten TV-Senders XXP arbeitete sie für tagesaktuelle Formate und entwickelte eigene Sendungen wie XXP Kino oder die alljährliche tägliche Live-Berichterstattung zur Berlinale. Beim Aufbau des Bewegtbildangebots von SPIEGEL Online war sie an der Entwicklung neuer Onlinevideo-Formate und crossmedialer Erzählstrukturen beteiligt.

### Drehbuch
Seit 2011 arbeitet Mahnkopf als freie Drehbuchautorin für deutsche Fernsehsender und Produktionsfirmen. Ihre Arbeiten zeichnen sich durch die Verbindung politischer Relevanz mit genretypischen Spannungs- und Unterhaltungselementen aus.
In der ARD-Reihe Die Diplomatin thematisierte sie 2021 in Mord in St. Petersburg unter anderem Versuche russischer Geheimdienste, die Bundestagswahl zu beeinflussen. Die 2025 ausgestrahlte Folge Tod einer Nonne behandelt sexuelle Gewalt in katholischen Orden und strukturelle Vertuschungsmechanismen innerhalb der Kirche.
Für die ZDF-Serie Jenseits der Spree schrieb sie Episoden, die gesellschaftliche Themen wie Wohnungsnot oder die prekären Arbeitsbedingungen von Lieferfahrer:innen behandeln.
Weitere Drehbücher befassen sich mit medialer Hysterie bei Vermisstenfällen oder internationalen Drogenhandelsstrukturen. Ihre Figuren sind oft moralisch ambivalent und in politische Konflikte eingebettet.

### Medienphilosophie und Lehre
Mahnkopf beschäftigt sich auf Panels, in Interviews und in der Lehre mit Fragen zu Künstlicher Intelligenz, Urheberrecht und narrativer Verantwortung. 2025 nahm sie am Panel Blackbox KI beim Filmfest München teil. Ab Oktober 2025 lehrt sie an der ifs Internationale Filmschule Köln ein Seminar zur kritischen Auseinandersetzung mit KI-generierten Weltbildern in audiovisuellen Stoffen.

### Verbandsarbeit
Seit 2025 ist Mahnkopf Vorstandsmitglied des Deutschen Drehbuchverbands (DDV) und verantwortet als leitende Redakteurin den Newsletter Subtext, der sich mit medienpolitischen Fragen, Innovationen in der Stoffentwicklung und strategischen Branchenthemen befasst.

## Filmografie (Auswahl)
- 2005: MTV Made (Kurzfilm, Medien-Satire) – Premiere Highlights der Filmakademie Baden-Württemberg 2006
- 2007: Die Schatzinsel oder: Backbert ist nicht gleich Steuerbert (Playmobil-Animationsfilm, Polit-Satire)
- 2008: Staubtrocken (Kurzfilm, Filmakademie Baden-Württemberg) – Premiere Hofer Filmtage 2008
- 2011: Wen hat Mama umgebracht? (Serienpilot, Filmakademie Baden-Württemberg) – Gewinner Caligari-Förderpreis 2009
- 2011: Wenn du dich traust[16] (Interaktive Online-Serie, UFA Lab, Robert-Bosch-Stiftung)
- 2012: Der letzte Bulle – Aller guten Dinge sind drei[17] (SAT.1, ITV Studios Germany, Greensky Films) – Co-Autorin mit Benjamin Karalic
- 2018: Der Staatsanwalt – Tod eines Helden[18] (ZDF, Odeon Fiction) – Drehbuch
- 2018: Der Amsterdam-Krimi – Tod in der Prinzengracht / Auferstanden von den Toten[5] (ARD Degeto, Ziegler Film Köln, Regie: Michael Kreindl / Peter Ladkani) – Organisierte Kriminalität, internationaler Drogenhandel
- 2021: Die Diplomatin – Mord in St. Petersburg[3] (ARD Degeto, UFA Fiction, Regie: Roland Suso Richter) – Wahlbeeinflussung durch russische Geheimdienste, Nawalny-Vergiftung
- 2024: Jenseits der Spree – Tod in der Königsheide[4](ZDF, Studio Zentral, Regie: Eva Marel Jura) – Wohnungsnot und unbezahlbarer Wohnraum
- 2025: Jenseits der Spree – Lieferkosten inklusive (ZDF, Studio Zentral, Regie: Christoph Ischinger) – Prekäre Lage von Lieferfahrer:innen, wachsende Arm-Reich-Schere
- 2025: Die Diplomatin – Tod einer Nonne[2](ARD Degeto, UFA Fiction, Regie: Roland Suso Richter) – Sexueller Missbrauch an Ordensschwestern im Vatikan